# ذا ريفلمان
ذا ريفلمان (بالإنجليزية: The Rifleman)‏ هو مسلسل تم إنتاجه في الولايات المتحدة. بدأ عرضه في سنة 1958. عرض على هيئة الإذاعة الأمريكية. بلغ عدد مواسم المسلسل 5 مواسم، بلغ عدد حلقاته 168 حلقة، وتبلغ مدة الحلقة الواحدة 25 دقيقة. تم بث المسلسل لأول مرة بتاريخ 30 سبتمبر 1958 بينما تم بث آخر حلقة منه بتاريخ 8 أبريل 1963. من بطولة جوني كروفورد.

## وصلات خارجية
- ذا ريفلمان على موقع IMDb (الإنجليزية)
- ذا ريفلمان على موقع كينوبويسك (الروسية)
- ذا ريفلمان على موقع ألو سيني (الفرنسية)
- ذا ريفلمان على موقع قاعدة بيانات الفيلم (الإنجليزية)
- الموقع الرسمي